# Eunica lichyi
Eunica lichyi är en fjärilsart som beskrevs av Orfila 1954. Eunica lichyi ingår i släktet Eunica och familjen praktfjärilar. Inga underarter finns listade i Catalogue of Life.